# Norman Thagard
Norman Earl Thagard (Marianna, 3 juli 1943) is een voormalig Amerikaans ruimtevaarder. Thagard zijn eerste ruimtevlucht was STS-7 met de spaceshuttle Challenger en vond plaats op 18 juni 1983. Tijdens de missie werden twee communicatiesatellieten in een baan rond de Aarde gebracht.
In totaal heeft Thagard vijf ruimtevluchten op zijn naam staan, waaronder een missie naar het Russische ruimtestation Mir. Hij was de eerste Amerikaan die een vlucht maakte in een Russisch ruimtevaartuig. In 1996 verliet hij NASA en ging hij als astronaut met pensioen. 